# Diaea dorsata
Diaea dorsata es una especie de araña cangrejo del género Diaea, familia Thomisidae. Fue descrita científicamente por Fabricius en 1777.
Esta especie se encuentra principalmente en bosques de coníferas, los bordes del bosque o en hojas de roble. Se alimenta de las hojas de arbustos y árboles como robles, hayas, tejos y entre coníferas. También se puede encontrar en la hojarasca y al borde de la hierba. Las hembras guardan los huevos en el nido, que está cubierto con una gruesa capa de seda y alojado en una sábana parcialmente doblada. 
Los subadultos pasan el invierno bajo la corteza de los árboles muertos. Los adultos aparecen en mayo. Los machos tienen un ritual de combate prolongado y no dañino: se paran en posición opuesta, estiran las patas delanteras y bailan entre sí. Esto puede durar horas. Esto es muy inusual para las arañas cangrejo, pero, por ejemplo, se ve a menudo en las arañas saltarinas.
La araña se identifica fácilmente por su cabeza, pecho y patas verdes, también por su abdomen marrón con borde amarillo. El tórax y las patas de la hembra son de color verde hierba, y los cuartos traseros son de color marrón oscuro y tienen un patrón de manchas y rayas más claras. La hembra tiene una franja blanquecina a lo largo de cada lado de los cuartos traseros. El macho tiene un tórax pardusco y las patas son de color marrón verdoso con manchas marrones. Al igual que la araña flor, esta especie también puede ajustar el color de su cuerpo a su entorno, al igual que otras arañas cangrejo.
La araña no hace una telaraña, sino que persigue las hojas de los insectos que pasan y son atrapados con las patas extendidas. La presa queda paralizada mordiéndola en el cuello. Las presas que pican, como las abejas, se mantienen a distancia con las patas extendidas.
En Gran Bretaña, los adultos de ambos sexos se encuentran en mayo y junio, mientras que las hembras también se encuentran en otoño.

## Galería

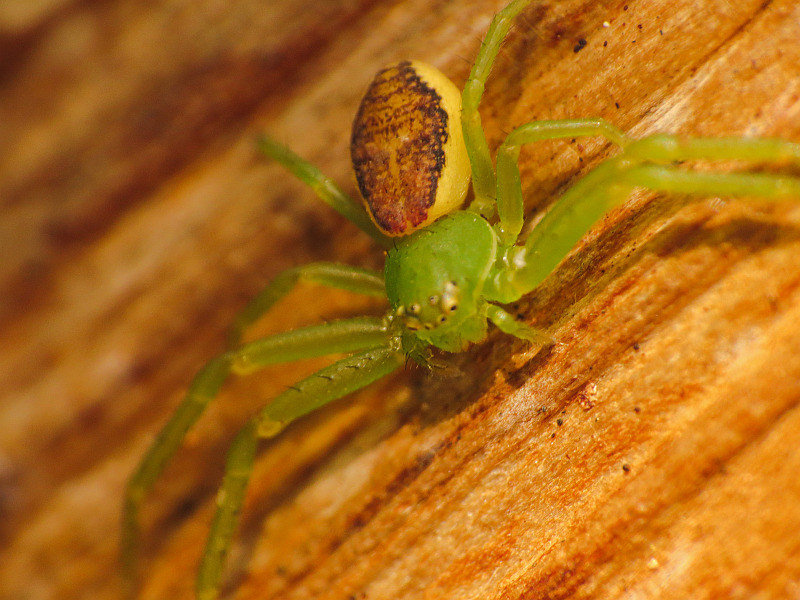
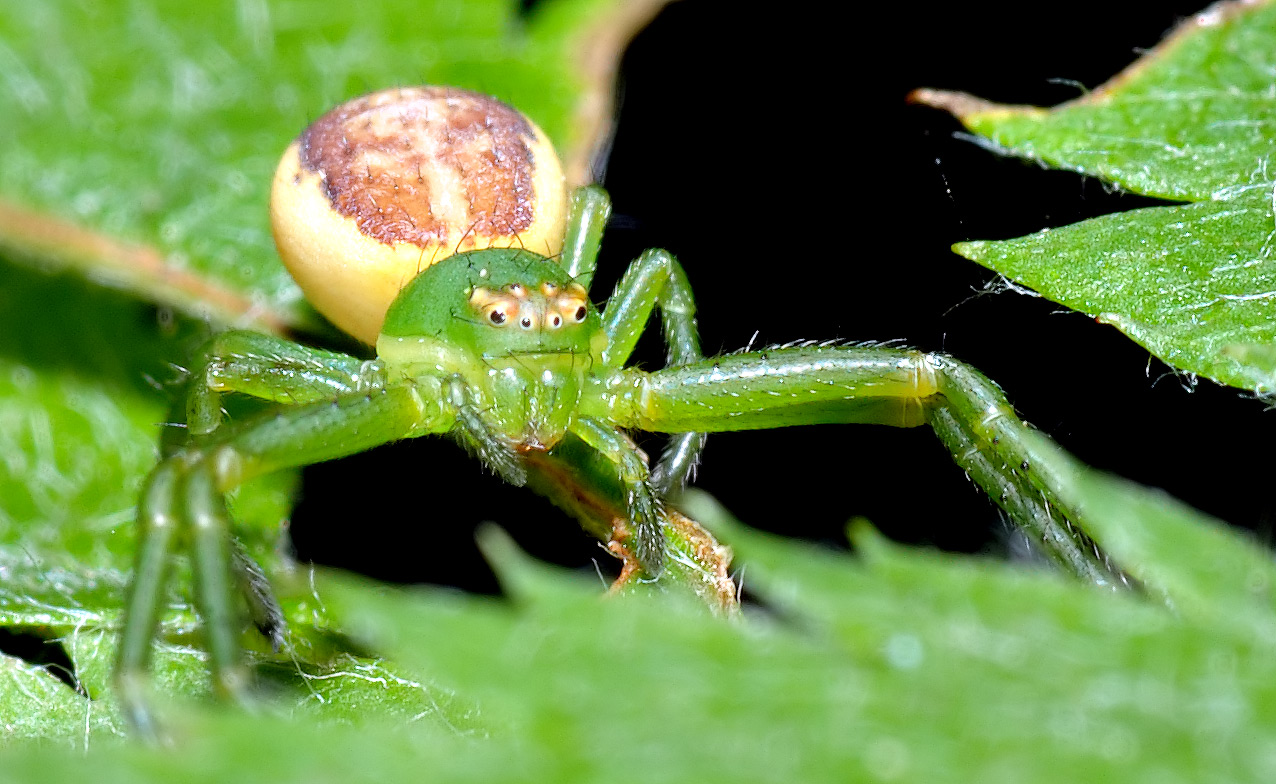
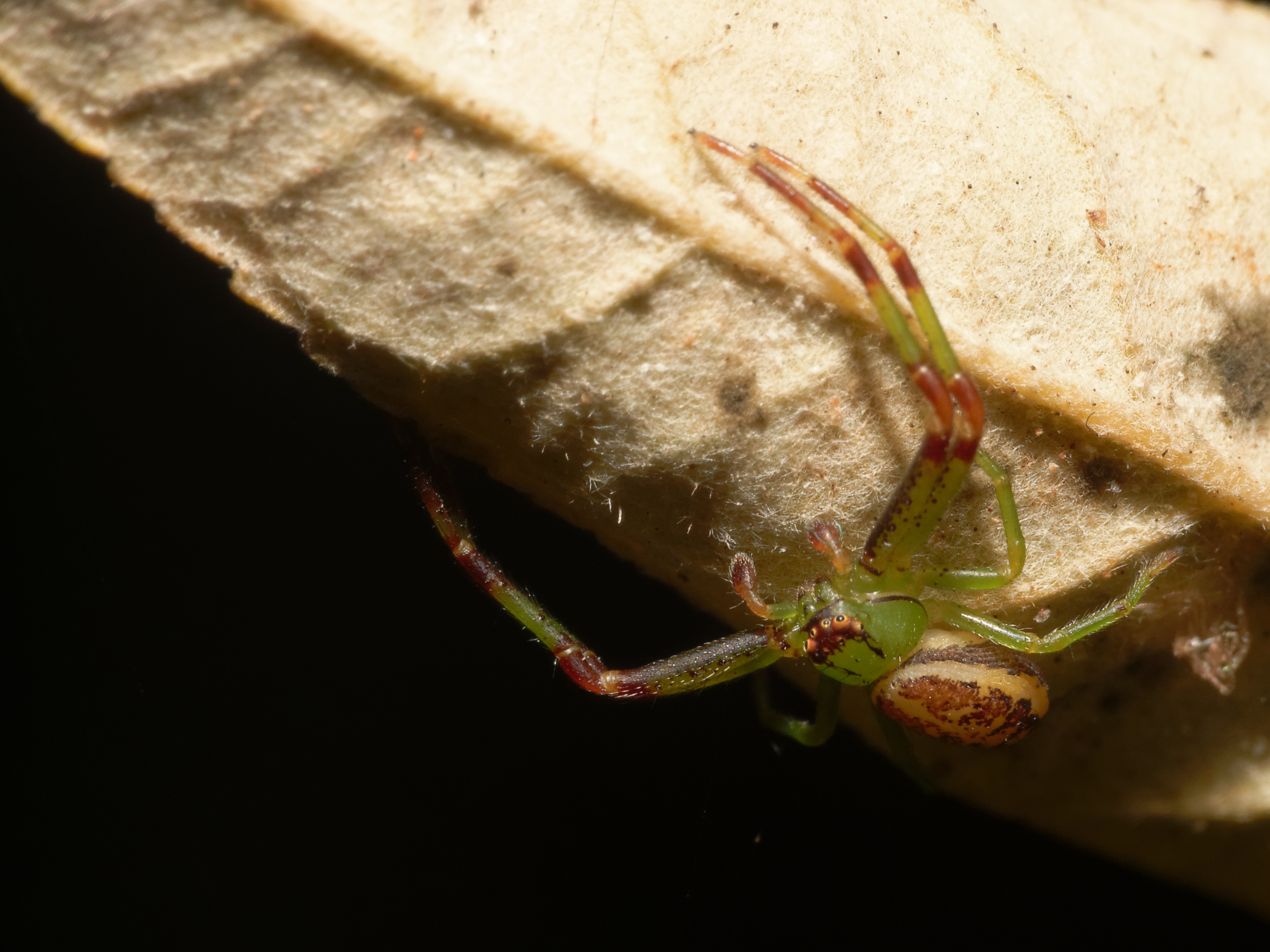
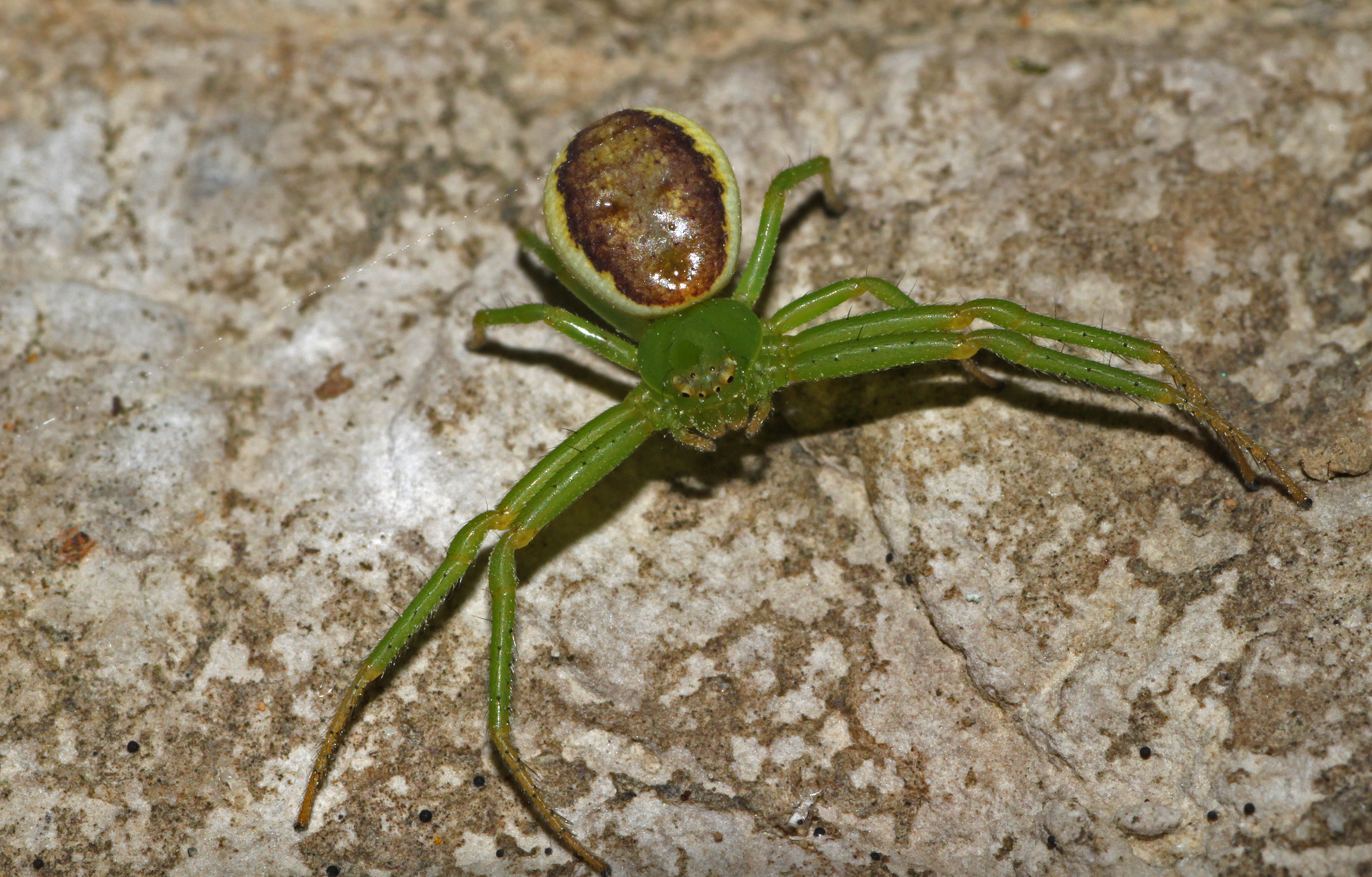
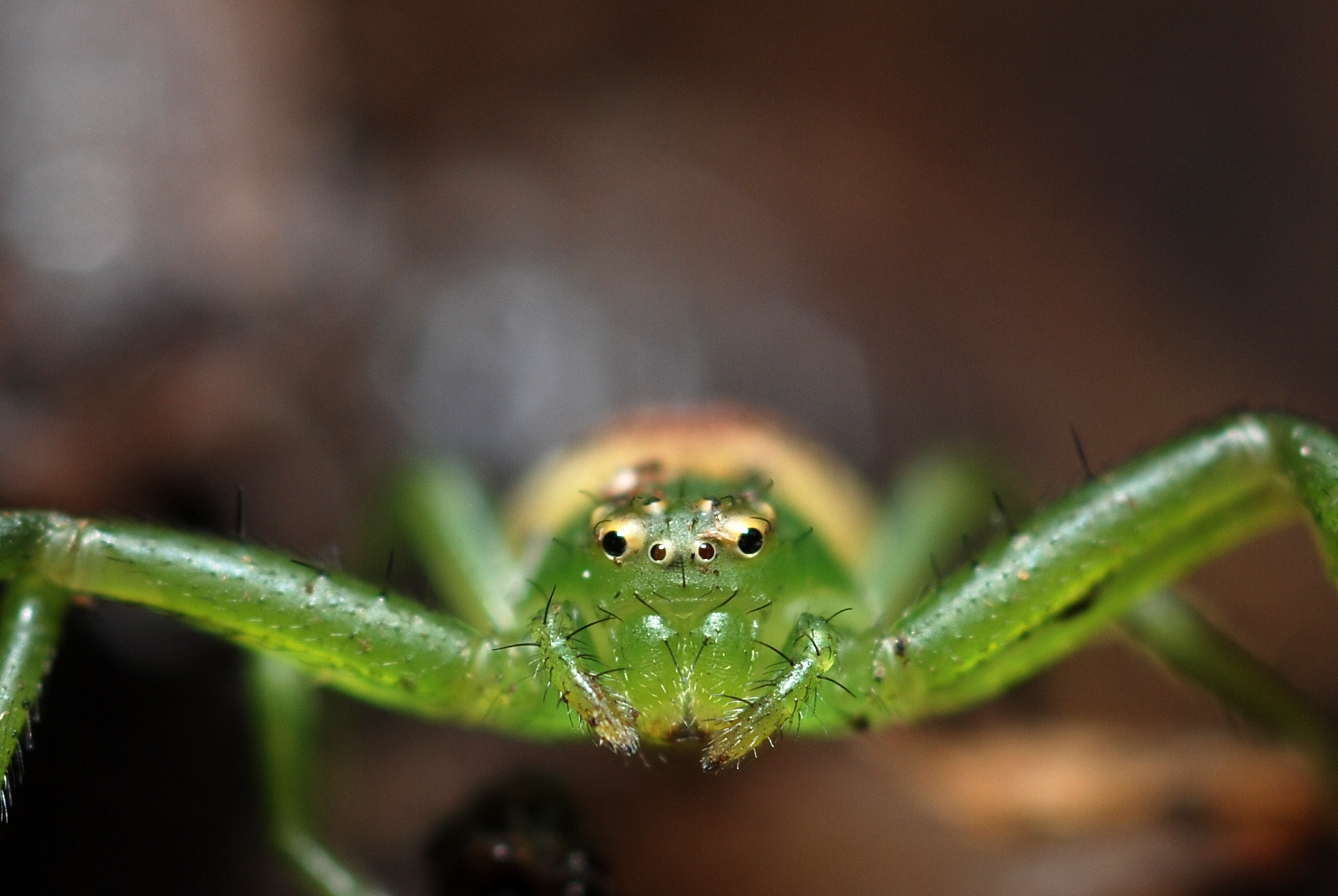
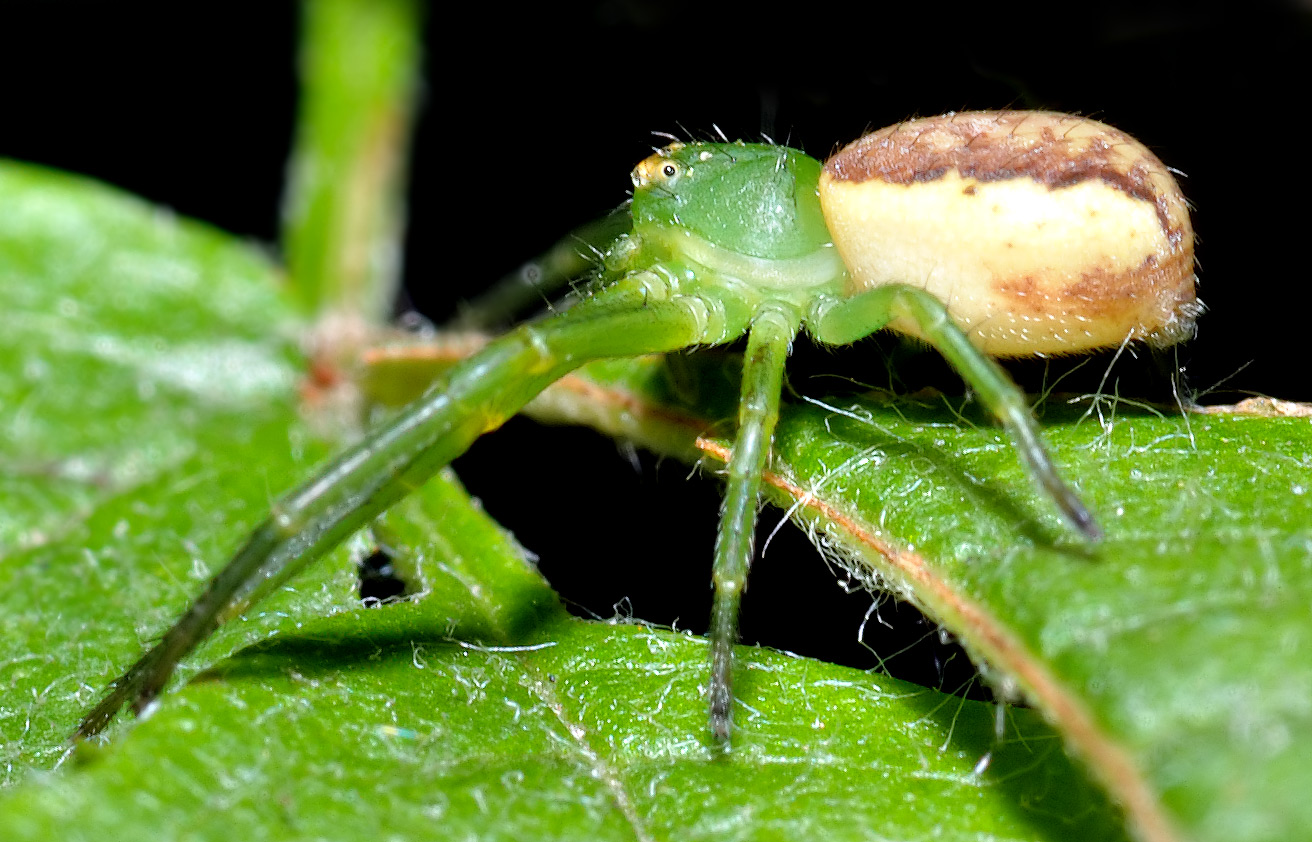

## Descripción
Los machos miden 3-4 mm y las hembras 5-7,3 mm.

## Distribución
Esta especie se encuentra en Europa, Turquía, Cáucaso, Rusia (de Europa a Siberia Media), Irán y Japón.